# پاتریتسیا شچپانوفسکا
پاتریتسیا شچپانوفسکا (لهستانی: Patrycja Szczepanowska؛ زادهٔ ۱۹ سپتامبر ۱۹۷۹) بازیگر اهل لهستان است.
از فیلم‌ها یا مجموعه‌های تلویزیونی که وی در آن‌ها نقش داشته‌است، می‌توان به اجاره‌نشین‌ها، رنگ‌های خوشبختی، پدر متیو، در خیابان سپولنی، ع چون عشق و خانه کشیش اشاره نمود.